# 八戸試験場

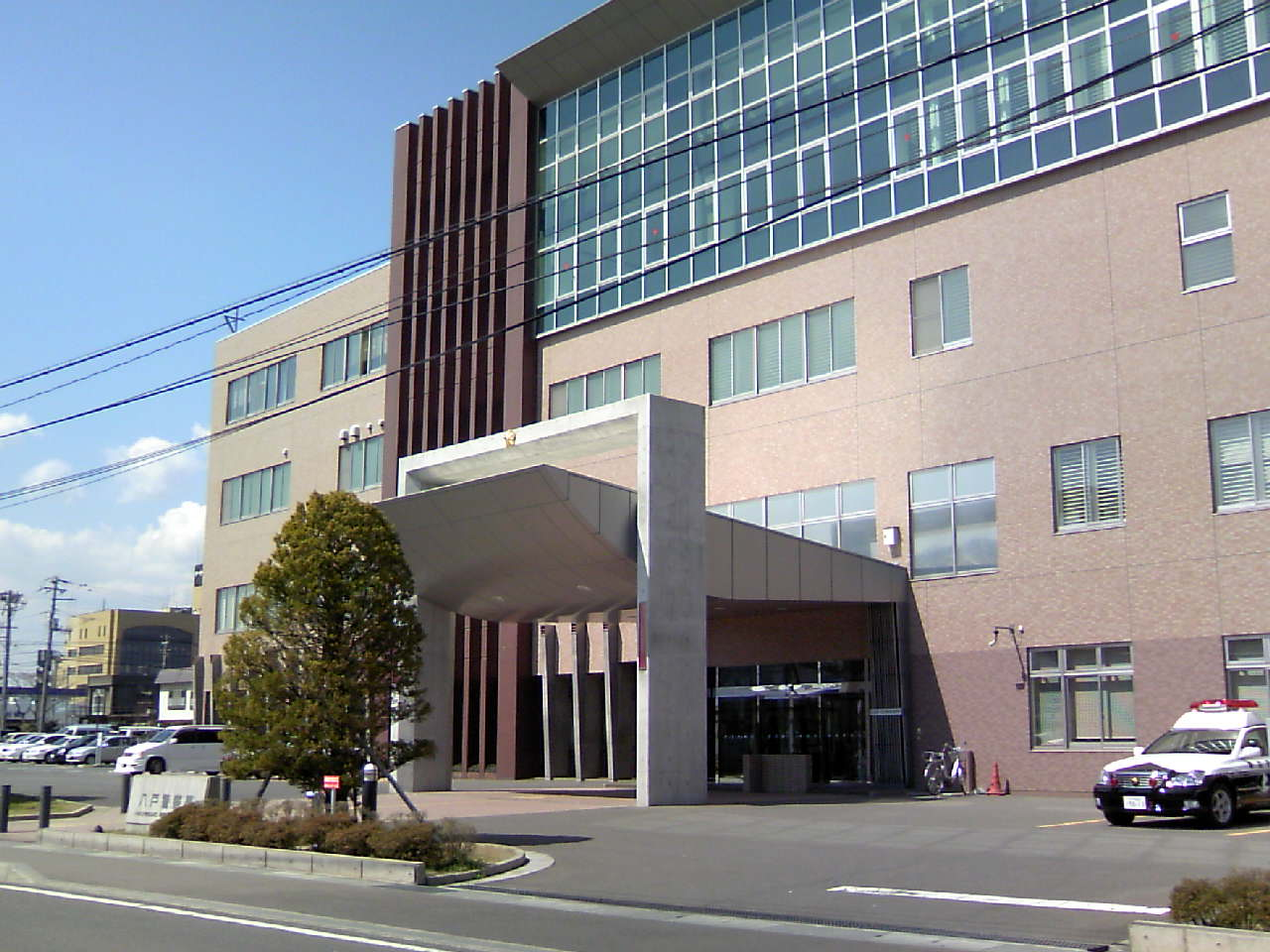
八戸自動車運転免許試験場（八戸警察署）

八戸自動車運転免許試験場（はちのへじどうしゃうんてんめんきょしけんじょう）は、青森県八戸市城下にある青森県警察の管理する運転免許試験場である。正式な名称は、青森県八戸自動車運転免許試験場であり、八戸警察署の庁舎内にある。かつては同市新井田地区にあった。

## 所在地
- 青森県八戸市城下1－16－25

## 交通機関
- JR八戸線本八戸駅（北口）から徒歩5分
- 八戸市営バス本八戸駅バス停から徒歩5分
- 駐車場：約100台（身障者向けを含む）、他に駐輪スペースあり